# Wind River (film)
Wind River je americký mysteriózní filmový thriller z roku 2017 režírovaný Taylorem Sheridanem, pro něhož se snímek stal režijním debutem. Hudbu zkomponovali skladatelé Nick Cave a Warren Ellis.
Hlavní role ve vražedném příběhu, odehrávajícím se na pozadí zasněžené krajiny indiánské rezervace Wind River, ztvárnili Jeremy Renner jako lovec Cory Lambert a Elizabeth Olsenová představující speciální agentku FBI Jane Bannerovou. Ve vedlejších postavách se objevili Gil Birmingham, Jon Bernthal, Kelsey Chow či Graham Greene.
Autorem scénáře se stal Taylor Sheridan, podle něhož se prvotní motivací k sepsání stala „inspirace skutečnými událostmi,“ vycházejícími z oficiálních údajů, a děj byl vystavěn na „tisících reálných příbězích, jakým je i tento,“ doprovázených sexuálním násilím na ženách, které žijí v rezervacích.
Natáčení probíhalo na území Utahu. Distribuci zajistila společnost The Weinstein Company, která získala práva 13. května 2016 během Filmového festivalu v Cannes. Omezená americká premiéra se uskutečnila 4. srpna 2017 a celoplošná pak 18. srpna téhož roku. Na Filmovém festivalu Sundance se projekce odehrála již 21. ledna 2017.

## Děj
Lovec Cory Lambert, ve službách federální vládní agentury Úřadu pro ochranu rybaření a divoké přírody, objevil při stopování pum ve wyomingské Indiánské rezervaci Wind River umrzlou 18letou indiánskou dívku. S bosýma nohama a bez zimního oblečení před něčím prchala v odlehlé zasněžené krajině. Krevní skvrny jsou nalezeny na těle i sněhu. Přivolána je tak začínající speciální agentka FBI Jane Bannerová z Las Vegas, aby určila míru cizího zavinění. Vraždy v rezervaci spadají do jurisdikce federální vlády a tedy FBI. Průvodcem agentky, spolupracující s místním policejním velitelem Benem, se stává Lambert.
Otec umrzlé Natalie vypovídá, že měla přítele, o němž nic neví. Bannerová se s dalšími vydává za dívčiným drogově závislým bratrem Chipem, žijícím v přívěsu s místními dealery, bratry Littlefeatherovými. Po přestřelce jeden z nich umírá. Zbylí dva jsou odvezeni do vazby. Chip znající Lamberta od dětství mu sděluje, že se partner sestry jmenuje Matt a pracuje v ochrance blízkého ropného vrtu, kde také přebývá. Lambert si na místě všímá stop po sněžném vozidle, jež míří do oblasti nálezu těla, a rozhodne se je s agentkou sledovat. Na cestě nacházejí druhou mrtvolu nahého muže.
Agentkou nařizená pitva potvrzuje Lambertův předpoklad, že se příčinou dívčina úmrtí stalo plicní krvácení v důsledku ruptury stěn plicních sklípků po dlouhodobém vdechování mrazivého vzduchu. Patolog zadokumentoval tržnou ránu na čele, omrzliny, zlomená žebra a mnohočetné znásilnění, ovšem odmítá doplnit za příčinu úmrtí vraždu. Bez ní je však případ delegován od FBI lokálním policejním složkám. Agentka se přesto rozhoduje dále Benovi pomáhat, aniž by výstupy hlásila nadřízeným.
Bannerová navštěvuje Lambertův domov, aby mu sdělila, že společně nalezená mrtvola je tělem Natalina přítele Matta Rayburna. Místní lovec se agentce svěřuje se ztrátou vlastní dcery, kterou před třemi lety nechali s manželkou samotnou doma. Teenagerka toho využila k uspořádání mejdanu. Její tělo pak bylo objeveno ve sněhu u silnice.
Šerif Ben přijíždí s místními policisty a agentkou k ropnému vrtu. Narážejí na několik ozbrojenců ochranky, kteří tvrdí, že Matta neviděli několik dní od sněhové bouře, kdy se měl pohádat s přítelkyní. Policisté chtějí vyslechnout odpočívajícího člena ochranky v přívěsu. Lambert se mezitím vydal sledovat sněžné stopy související s pohybem Matta. Přichází tak na horský hřeben, aby zjistil, že se svažuje přímo k základně ochranky. Radiovým spojením se však marně snaží Bena varovat.
Bannerová členům ochranky vypoví, že dívka měla vyplnit formulář o zmizení Matta, které nyní vyšetřuje. Ochranka mimoděk prozrazuje, že se dozvěděla o nálezu Natalina těla z odposlechu policejního radiokanálu. Když agentka kontruje, že ve vysílačce nikdy nepadlo jméno Natalie, jeden z policistů vytahuje zbraň při obkličování ochrankou. Během okamžiku obě skupiny tasí zbraně a vzájemně se drží v šachu. Bannerová prohlašuje, že jako agentka FBI má jediná pravomoc na území rezervace a nařizuje sklopení hlavní. Všichni se vydávají k obytné buňce za odpočívajícím pracovníkem.
Ve chvíli, kdy Bannerová klepe na dveře buňky se příběh vrací do osudné noci…
Na dveře buňky klepe Natalie, která přišla za Mattem. Během večera přijíždí parta jeho opilých spolupracovníků. Po obtěžování dívky dochází k fyzickému konfliktu a Matt je po potyčce přesilou ubit k smrti. Natalie se stává obětí opakovaného znásilnění a v šoku prchá do mrazivé noci. Než zemře, bosá na cestě k záchraně ujde 10 kilometrů.
Děj se vrací do současnosti… Člen ochranky kolegovi hlásí, že před dveřmi stojí FBI. Vyšlá rána zpoza nich ji odmršťuje. Rozpoutá se přestřelka, v níž jsou zabiti všichni policisté a někteří členové ochranky. Když se její přeživší člen chystá ležící Bannerovou dorazit, smrtelně ho zasáhne projektil odstřelovače. Lambert pokračuje v palbě ze vzdáleného úkrytu a zlikviduje všechny ozbrojence vyjma Peta, jenž odpočíval v ubytovně.
Po Petově útěku do hor jej Lambert dostihne, odzbrojí a sváže. Pokud mu člen ochranky sdělí, co se odehrálo, je připraven mu dopřát stejnou šanci, kterou měla Natalie. Pete se přiznává ke znásilnění a ubití Matta. Podle Lamberta byla dívka bojovnice, když naboso k silnici ušla 10 kilometrů. Petovi nedává ani kilometr. Násilníka propouští bosého směrem k hřebenu, aby mu po několika desítkách metrů vypověděly službu plíce a zkolaboval.
Lambert navštěvuje agentku v nemocnici a oceňuje její odhodlání. Natalin indiánský otec si na obličej namaloval tvář smrti a na zahradě rozjímá o odchodu ze světa. po přisednutí Lamberta mu oznamuje, že si po roce telefonoval s Chipem, který zůstává na policejní stanici. Rozhoduje se dále žít. Lovec mu vypráví příběh Natalie i osud členů ochranky odpovědných za její smrt.
Závěrečné titulky sdělují, že úřady vedou statistiky pohřešovaných osob podle demografických skupin vyjma žen amerických indiánů, jejichž počet zůstává neznámý.

## Obsazení
| Jeremy Renner          | Cory Lambert       |
| Elizabeth Olsen        | Jane Bannerová     |
| Gil Birmingham         | Martin Hanson      |
| Jon Bernthal           | Matt Rayburn       |
| Julia Jonesová         | Wilma              |
| Kelsey Chow            | Natalie Hansonová  |
| Graham Greene          | Ben                |
| Martin Sensmeier       | Chip Hanson        |
| Tyler Laracca          | Frank Walker       |
| Gerald Tokala Clifford | Sam Littlefeather  |
| James Jordan           | Pete Mickens       |
| Eric Lange             | dr. Whitehurst     |
| Ian Bohen              | Evan               |
| Hugh Dillon            | Curtis             |
| Matthew Del Negro      | Dillon             |
| Teo Briones            | Casey Lambert      |
| Tantoo Cardinalová     | Alice Crowheartová |
| Apesanahkwat           | Dan Crowheart      |
| Althea Samová          | Annie Hansonová    |

## Ocenění
| Seznam ocenění a nominací             | Seznam ocenění a nominací | Seznam ocenění a nominací                | Seznam ocenění a nominací | Seznam ocenění a nominací | Seznam ocenění a nominací |
| Ocenění                               | Datum                     | Kategorie                                | Nominovaný                | Výsledek                  | Zdroj                     |
| ------------------------------------- | ------------------------- | ---------------------------------------- | ------------------------- | ------------------------- | ------------------------- |
| Central Ohio Film Critics Association | 4. ledna 2018             | Nejvíce přehlížený film                  | Wind River                | 2. místo                  |                           |
| Detroit Film Critics Society          | 7. prosince 2017          | Nejlepší scénář                          | Taylor Sheridan           | nominace                  |                           |
| Filmový festival v Cannes             | 28. května 2017           | Prix Un Certain Regard                   | Taylor Sheridan           | nominace                  | [ 9 ]                     |
| Filmový festival v Cannes             | 28. května 2017           | Prix Un Certain Regard za nejlepší režii | Taylor Sheridan           | vítězství                 | [ 9 ]                     |
| Filmový festival v Cannes             | 28. května 2017           | Caméra d'Or                              | Taylor Sheridan           | nominace                  | [ 9 ]                     |
| Las Vegas Film Critics Society        | 18. prosince 2017         | Nejlepší film                            | Wind River                | 9. místo                  |                           |
| NAACP Image Awards                    | 15. února 2018            | Nejlepší nezávislý film                  | Wind River                | nominace                  |                           |
| National Board of Review              | 28. listopadu 2017        | Nejlepších deset nezávislých filmů       | Wind River                | vítězství                 | [ 10 ]                    |
| North Texas Film Critics Association  | 12. ledna 2018            | Nejlepší herec v hlavní roli             | Jeremy Renner             | nominace                  |                           |
| Phoenix Film Critics Society          | 19. prosince 2017         | Nejlepší film                            | Wind River                | nominace                  |                           |
| Phoenix Film Critics Society          | 19. prosince 2017         | Nejpřehlíženější film                    | Wind River                | nominace                  |                           |
| Satellite Awards                      | 11. února 2018            | Nejlepší herec v hlavní roli             | Jeremy Renner             | nominace                  |                           |